# École polytechnique universitaire d’Aix-Marseille
Die École polytechnique universitaire d’Aix-Marseille (Polytech Marseille) ist eine französische Ingenieurhochschule, die 2001 gegründet wurde.
Die Schule bildet Ingenieure in den Hauptfächern aus:
- Biotechnologie
- Biomedizin,
- Tiefbau,
- Wirtschaftsingenieurwesen,
- Informatik,
- Materialien,
- Mechanik und Energie,
- Mikroelektronik und Telekommunikation.[2]

Das in Marseille gelegene Polytech Marseille ist eine öffentliche Hochschule. Die Schule ist Mitglied der Universität Aix-Marseille.